# Monastero di Fonte Avellana
(Dante Alighieri, Divina Commedia, Canto ventunesimo del Paradiso, versi 106-111)
Il monastero di Fonte Avellana, dedicato alla Santa Croce, si trova nel comune di Serra Sant'Abbondio, nella provincia di Pesaro e Urbino, alle pendici del Monte Catria.

## Storia

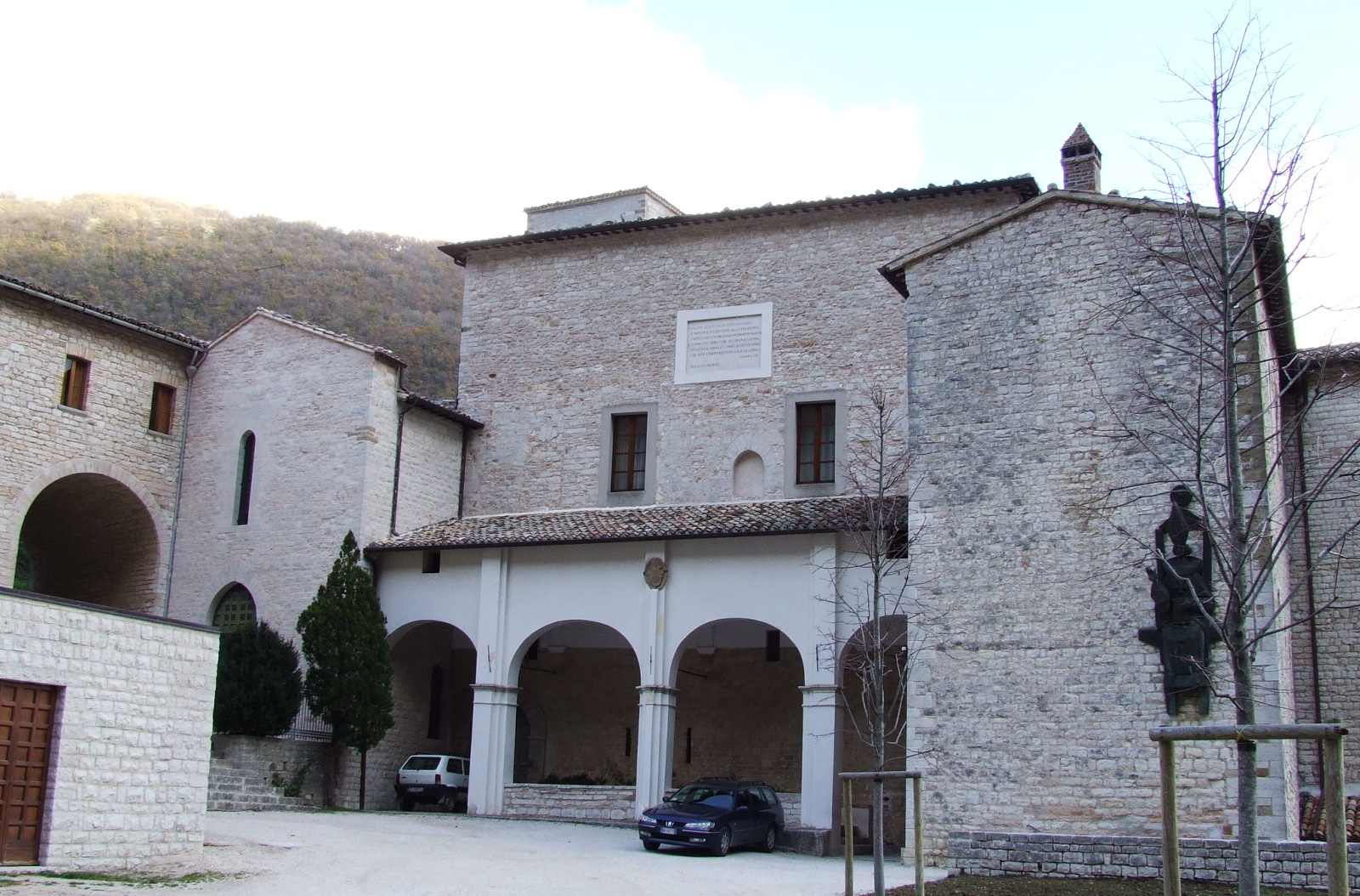
L'esterno dell'eremo e della basilica del Monastero di Fonte Avellana

Le sue origini risalgono alla fine del primo millennio d.C. e sono strettamente legate alla storia della congregazione dei Camaldolesi. L'eremo fu forse fondato da san Romualdo nel 980. Notevole impulso diede all'abbazia l'opera di san Pier Damiani, che qui divenne monaco nel 1035 e Priore dal 1043, non solo per l'ampliamento delle costruzioni originarie ma anche per un forte sviluppo culturale e spirituale che fece dell'eremo un punto riferimento religioso e sociale. La tradizione riporta il numero di 76 santi e beati vissuti nell'eremo.
L'Eremo viene citato nella Divina Commedia (Paradiso, canto XXI) da Dante Alighieri, il quale sembra che ne sia stato anche ospite.

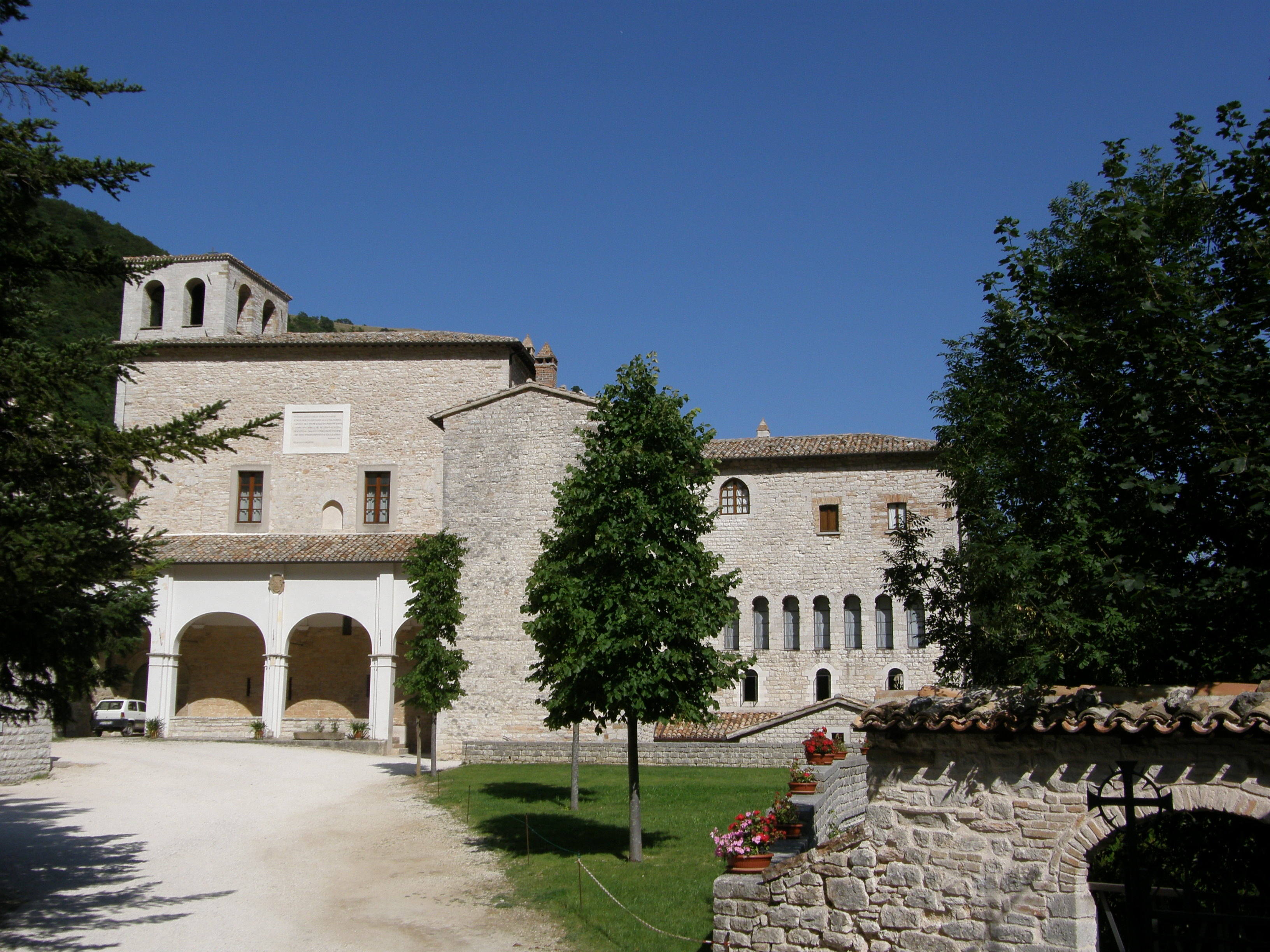
Il piazzale antistante la basilica; sulla sinistra l'entrata al chiostro e sulla destra lo scriptorium

Eretta abbazia nel 1325, Fonte Avellana divenne una potenza socio-economica e, di lì a poco (anno 1392), conobbe la pratica della commenda (XIV - XV secolo).
Nel 1569 papa Pio V Ghilslieri decise di sopprimere la congregazione autonoma avellanita che aveva sino ad allora retto il monastero, facendolo passare alla congregazione camaldolese. Nemmeno quarant'anni dopo, nel 1610, passò alla congregazione cenobitica camaldolese di San Michele di Murano per poi ritornare agli inizi del novecento alla congregazione camaldolese.
Fonte Avellana restò "commendata" fino a quasi tutto il 1700, ed anche se ebbe commendatari come il cardinale Giuliano della Rovere (poi Giulio II), che lasciarono segni di carattere edilizio ed abbellimenti del tutto degni di nota, nondimeno risentì profondamente degli inevitabili condizionamenti, motivo per cui la decadenza della sua vita monastica fu inesorabile, anche se lenta.
Tale declino si concluse con la soppressione napoleonica del 1810 e di lí a poco quella italiana del 1866.
Tornata sotto la gestione dei monaci camaldolesi nel 1935, oggi Fonte Avellana ha ritrovato il suo antico splendore, sia spirituale sia architettonico.

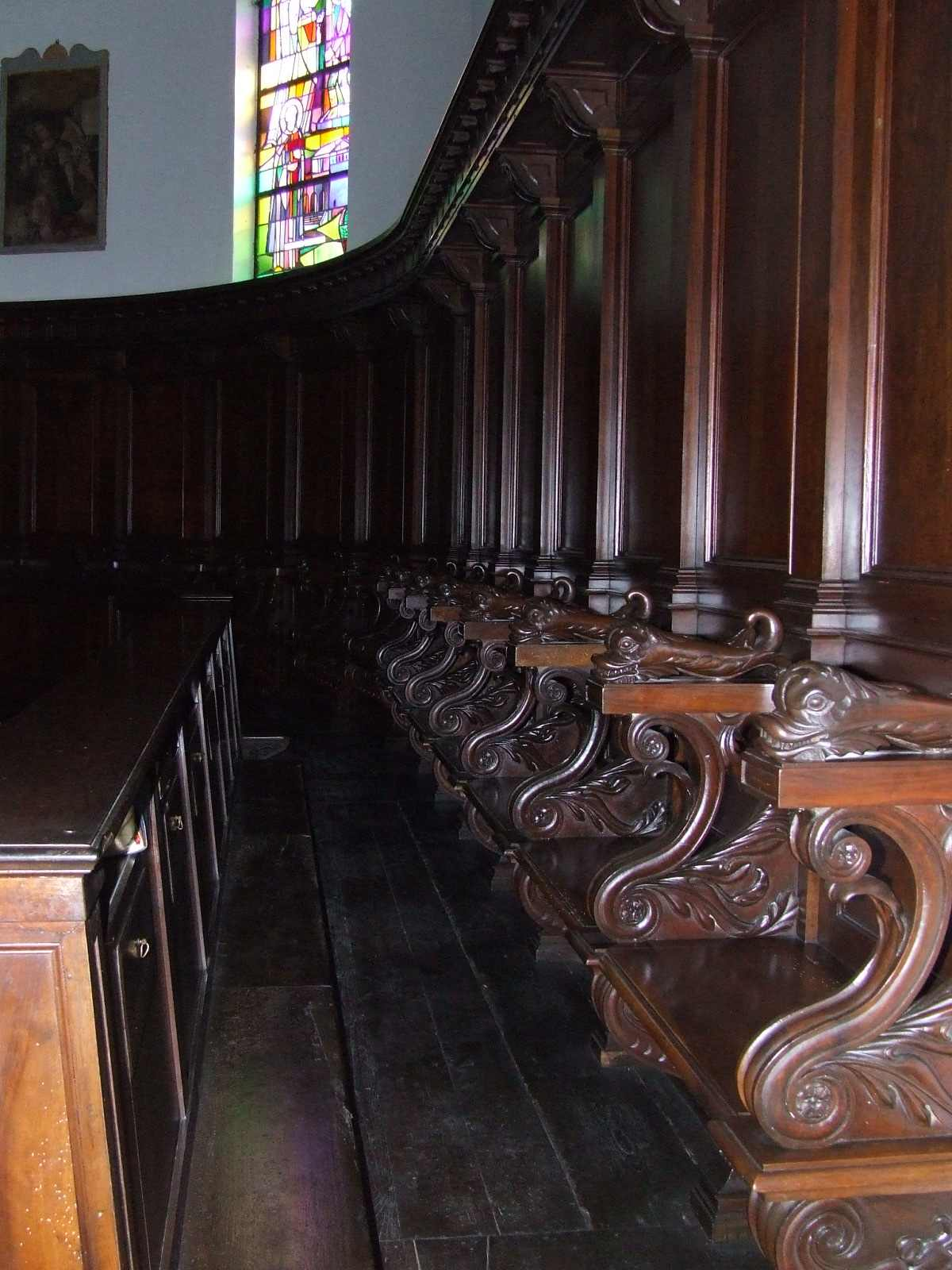
Il coro della Basilica del Monastero di Fonte Avellana

Il 5 settembre 1982 papa Giovanni Paolo II ha visitato Fonte Avellana in occasione delle celebrazioni del millenario della fondazione dell'Eremo. Nel marzo dello stesso anno il Papa aveva elevato la chiesa abbaziale alla dignità di basilica minore.
Dal 2007 anche il Giardino Botanico del monastero, da sempre riservato ai monaci, è aperto al pubblico.